# Martinho Campos
Martinho Campos este un oraș în Minas Gerais (MG), Brazilia.